# Едигаров, Исрафил-бек Гасан-бек оглы
Исрафил-бек Едигаров (ошибочно Исрафим Бек-Иедигаров; азерб. İsrafil bəy Yadigarov; груз. ისრაფილ-ბეგ იედიგარივი; пол. Izrafił bek Jedygarow), Исрафил-бек Едигар (пол. Jedigar Izrafił bek), известный также как Едигар-бек (пол. Jedigar Bek; 7 августа 1888 — 18 мая 1939) — российский, грузинский и польский военный деятель. Внук генерал-лейтенанта Исрафил-бека Едигарова (1815—1885).

## Биография
Исрафил-бек Едигаров (Иедигаров) родился 7 августа 1888 года в городе Тифлис в семье Гасан-бека Едигарова (1854—1934), прапорщика милиции и крупного землевладельца Борчалинского уезда. Внук участника подавления Венгерского восстания (1848—1849), Крымской войны и Русско-турецкой войны 1877—1878 годов генерал-лейтенанта РИА Исрафил-бека Едигарова.
Общее образование получил в Тифлисском кадетском корпусе (1898—1905) и в общих классах Пажеского Его Императорского Величества корпуса (1905—1908), военное — в специальных классах того же корпуса (1908—1910; окончил по 1-му разряду).

### В русской службе
В военную службу вступил 1 сентября 1908 года нижним чином — пажом Пажеского Его Императорского Величества корпуса. Переименован в камер-пажи (1909). Произведен по экзамену из камер-пажей Пажеского Его Императорского Величества корпуса в корнеты (1910) в 17-й драгунский Нижегородский Его Величества полк Кавказской кавалерийской дивизии, расквартированный в Тифлисе, в котором служил вплоть до 1917 года. Впоследствии младший офицер эскадрона (1910—1912), заведующий нестроевой командой полка (1912—1913), поручик (1913), младший офицер 2-го эскадрона (1913—1914) того же полка.
Во время Первой мировой войны участвовал в боях на Северо-Западном фронте (под городами Варшава и Лодзь, на реках Бзура и Варта) в составе Нижегородского 17-го драгунского полка. Неоднократно командовал передовыми и разведывательными разъездами. 1 октября 1914 года ранен в правую ногу в бою у шоссе Сохачев—Блоне; эвакуирован в тыл. После выздоровления вернулся в декабре 1914 года в тот же полк, переброшенный в декабре 1914 года из Варшавы на Кавказский фронт. Командир 2-го эскадрона полка. Участвовал в боях на Кавказском фронте: в походе в Персию против турок и курдов (май—июнь 1915), в Алашкертской операции против турок (июнь—июль 1915) и др. С 1916 года в звании штабс-ротмистра на основании приказа по Военному ведомству 1915 года (№ 681, ст. 1). В 1916—1917 годах, оставаясь в списках Нижегородского 17-го драгунского полка, состоял в прикомандировании к Татарскому конному полку Кавказской туземной конной дивизии (знаменитой «Дикой дивизии»), в рядах которого участвовал в боях на Юго-Западном и Румынском фронтах. В конце 1917 года был переброшен вместе с Татарским полком на Кавказ — в Терскую область.

### В Грузии
После провозглашения Грузинской демократической республики (ГДР) вступил в грузинские войска. Участник армяно-грузинской войны (декабрь 1918 года).
Числится в списке кандидатов в депутаты в Учредительное собрание Грузии от группы «Мусульмане Борчалинского уезда». Но его кандидатура не была зарегистрировано грузинскими властями, наряду с такими именами как Абдуррагим-бек Ахвердов и Омар Фаик Неманзаде (оба из Национального совета мусульман Грузии). Сама группа не преодолела установленный порог, и поэтому её члены не смогли пройти в Учредительное собрание. Приказом МВД ГДР № 52 от 20 мая 1919 года назначен губернатором Яйлагатского (Кочевского) сельского правления Борчалинского уезда.
В преддверии подготовки Гянджинского мятежа в мае 1920 года тайно прибыл с двумя грузинскими офицерами (полковники Эристов и Сумбатов) в Гянджу, и получил задачу установить связь с грузинской армией (это было в период боев грузинской армии с красными войсками у Пойлинского моста). В ходе советского наступления на Грузию в феврале—марте 1921 года командовал мусульманским (азербайджанским) повстанческим отрядом в составе 200 человек, действовавшим против большевиков и Красной Армии. После поражения отступил на территорию Турции и уехал в Стамбул.

### В Польше
В ноябре 1922 года переехал из Турции в Польшу и поступил на службу по контракту в Войско Польское (как уроженец и житель Грузии, а также бывший майор грузинской армии числился в списке грузин, а не азербайджанцев). Его сослуживцами были Арчил-бек и Вели-бек Едигаровы, Какуца Чолокашвили, Роман Гвелесиани, Спиридон Чавчавадзе, Джангир Казем-бек, Исрафил Магомед-бек и другие. Здесь он окончил курсы переподготовки офицерского состава и прошёл стажировку в 7-й конный отряд в Миньск-Мазовецки, после чего служил в кавалерийских частях Войска Польского в чине ротмистра (аттестован по последнему чину в русской армии), затем — майора. Майор 11-го легионерского уланского полка им. маршала Эдварда Рыдз-Смиглы в Цехануве (Мазовецкое воеводство, Польша).
Умер 18 мая 1939 года. Похоронен на мусульманском татарском кладбище в Варшаве.

## Награды
- Орден Св. Владимира 4-й степени с мечами и бантом (1915)[20]
- Орден Св. Анны 4-й степени с надписью «за храбрость» (1915)[21]
- Орден Св. Станислава 3-й степени с мечами и бантом (1915)[22]
- Орден Св. Анны 3-й степени с мечами и бантом (1915)[23]
- Орден Св. Станислава 2-й степени с мечами (1916)[24]